# 名鉄ブルーライナー

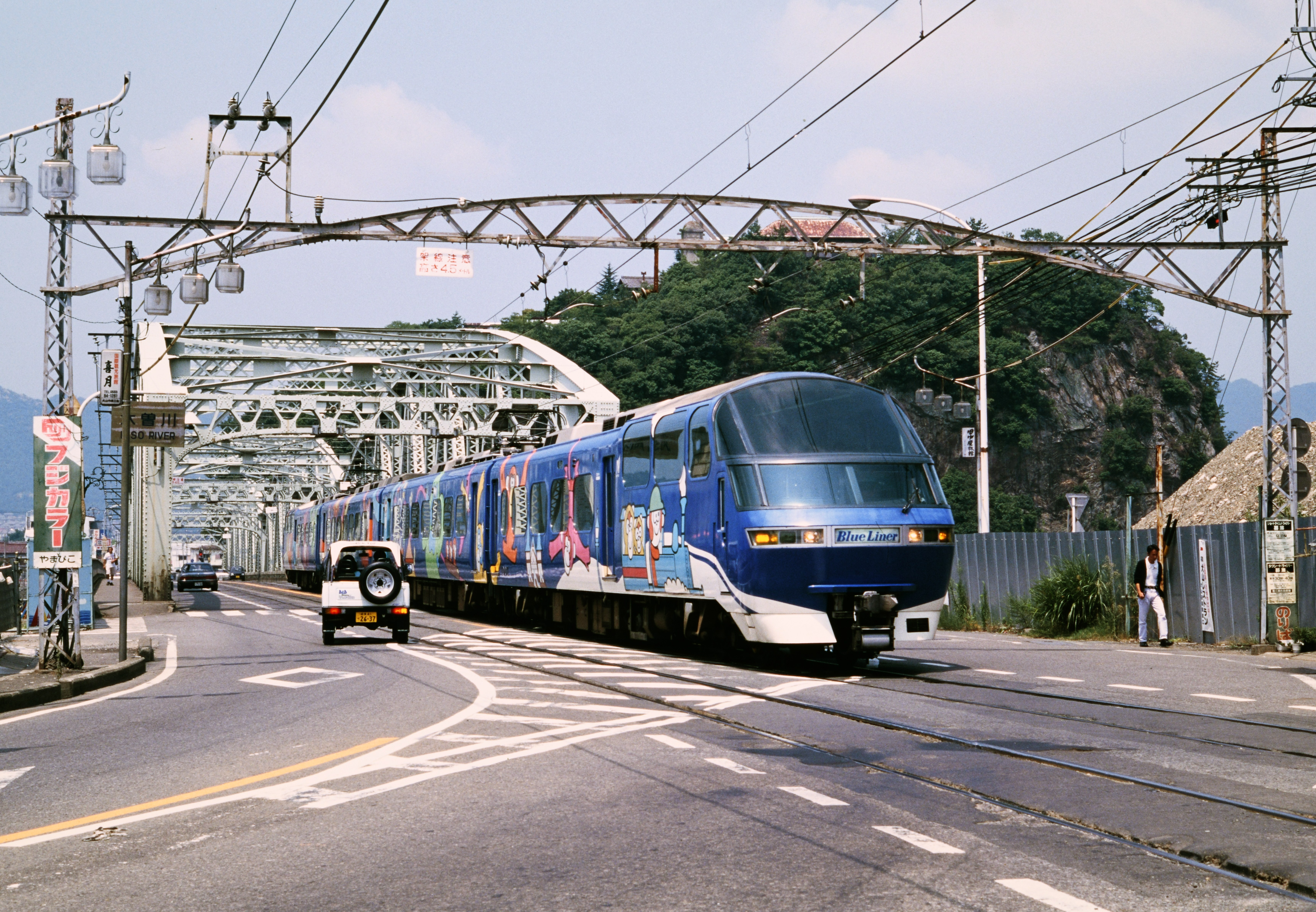
犬山橋を渡るブルーライナー

名鉄ブルーライナー（めいてつブルーライナー）は、名古屋鉄道で1994年から1997年に運行されていたラッピング車両。

## 概要
この列車は、1994年の名古屋鉄道創業100周年を記念して、同年7月26日から1997年10月11日まで1000系1007編成で運転された。また、1994年8月からは岐阜市の600V線区（岐阜市内線・揖斐線）でもモ770形772編成を使用して「ブルーライナー・ミニ」として運転された（1997年まで）。その後、両車両とも元の塗装に戻り、モ770形はさらに別の塗装に塗り替えられた。

## 通常の車両との変更点
内装は変更されなかった。
塗装
- 一般公募の中から稲沢市の小学生のデザインが採用され進行右側には空の青に猿や建造物といった犬山カルチャーゾーン（明治村・リトルワールド・日本モンキーパーク）のイメージと左側には海の青にイルカ・ラッコ・人魚といった南知多・内海カルチャーゾーン（南知多ビーチランド・内海フォレストパーク）のイメージが描かれ、前面表示は通常のパノラマSuperから青文字のBlueLinerに変えられていた[2]。
- 1000系だけでなく、モ770形にも同様の塗装が施されていた[1]。

ミュージックホーン
- 名鉄イメージソング『しなやかな風』（作曲はつのだ☆ひろ）の一節をミュージックホーン向けにアレンジした旋律に変更されていた。モ770形にミュージックホーンは搭載されていなかったため、これは1000系のみである。運行終了後は通常の旋律に戻された[1]。

## 系統
この列車の系統は次の通りである。
新鵜沼駅 - 内海駅
一番標準的な系統である。運行時間帯の関係上、野間駅に停車したことはなかった。
新鵜沼駅 - 犬山遊園駅 - 犬山駅 - 江南駅 - 岩倉駅 - （西春駅） - 新名古屋駅（現：名鉄名古屋駅） - 金山駅 - 神宮前駅 - 太田川駅 - （南加木屋駅） - （巽ヶ丘駅） - 知多半田駅 - （南成岩駅（現：青山駅）） - 知多武豊駅 - 富貴駅 - 上野間駅 - （美浜緑苑駅） - 知多奥田駅 - 内海駅
新鵜沼駅 - 河和駅
内海方面が中心となるため、全体の数割の運行。
（新鵜沼駅から富貴駅までの内海系統停車駅） - （河和口駅） - 河和駅
新可児駅 - 内海・河和駅
早朝時間帯の運転に限定される。
新可児駅 - 日本ライン今渡駅 - 西可児駅 - （犬山駅からの上記系統停車駅）
その他
東岡崎・国府方面の全車指定特急にも運用された。
1997年のダイヤ改正までは、平日のみ豊橋駅にも乗り入れていた。
新名古屋駅（現：名鉄名古屋駅） - 金山駅 - 神宮前駅 - 知立駅 - 新安城駅 - 東岡崎駅 - （美合駅） - 国府駅 - 諏訪町駅 - 豊川稲荷駅
新岐阜・一宮方面 - 内海・河和方面にも運用された。
常滑方面、西尾線、津島線、各務原線には運用されなかった。
岐阜市600V区間での系統
急行運用が中心で、岐阜駅前駅・新岐阜駅前 - 黒野駅の系統で運行されていた。